# Паисий (Джеркович)
Епи́скоп Паи́сий (серб. Епископ Пајсије, в миру Дарко Джеркович, серб. Дарко Ђерковић; 20 февраля 1992, Жабляк) — архиерей Сербской православной церкви, епископ Диоклийский, викарий Черногорско-Приморской митрополии (с 2024 года).

## Биография
Родился 20 февраля 1992 года в Жабляке в мемье Милуна и Милианы. Начальное образование получил там же.
В 2007 году поступил в семинарию Святого Петра Цетиньского в Цетине, которую окончил в 2012 году с отличием. Желая продолжить своё богословское образование, поступил на богословский факультет Университета Аристотеля в Салониках, который он окончил в июне 2017 года. Во время учебы он дважды жил в Вене, посещая уроки немецкого языка.
По возвращении из Салоников он поступил послушником в братство монастыря Джурджеви-Ступови недалеко от Беране. 20 ноября 2017 года епископом Будимлянско-Никшичским Иоанникием (Мичовичем) был пострижен в монашество с наречением имени Паисий в честь святого Паисия Яневаца, Патриарха Сербского. В чин иеродиакона был рукоположен 21 ноября 2017 года на день святых архангелов. По благословению епархиального архиерея 2018/2019 учебный он год провёл в Санкт-Петербурге, где изучал русский язык, посещал лекции в Санкт-Петербургской духовной академии и служил в Александро-Невской лавре. В том же учебном году, во время зимних каникул 29 декабря 2018 года, он был рукоположен в чин иеромонаха в монастыре, где принял постриг.
Вернувшись из России, он совершал различные послушания в монастыре. 29 января 2021 года был назначен настоятелем монастыря Джурджеви-Ступови.
После избрания епископа Иоанникия митрополитом Черногорско-Приморским по его приглашению иеромонах Паисий 1 июля 2021 года с частью братства он перешёл в Цетинский монастырь. Послушание настоятеля монастыря он принял в сентябре того же года, после возведения на престол бывшего настоятеля, епископа Диоклийского Мефодия (Остоича), епархиальным архиереем Будимлянско-Никшичской епархии. 6 октября 2021 года в Цетинском монастыре был возведён в сан протосинкелла.
В течение 2022/2023 учебного года по решению Священного Архиерейского синода Сербской православной церкви он преподавал Священное Писание Нового Завета и агиологию в семинарии Святого Петра Цетинского. Летом 2023 года принял участие в ежегодной программе обучения в Лондоне, где посещал уроки английского языка. Говорит на новогреческом, русском, английском и немецком языках.
18 мая 2024 года Архиерейский Собор Сербской Православной Церкви избрал его викарием Черногорско-Приморской митрополии с титулом «Диоклианский».
21 сентября 2024 года в Кафедральном храме святого Михаила в Белграде наречён во епископа Диоклийского, викария Черногорско-Приморской митрополии.
22 сентября 2024 года в храме Святого Саввы на Врачаре состоялась его епископская хиротония во епископа Диоклийскогого, викария митрополита Черногорско-Приморского, которую совершили: Патриарх Порфирий, митрополит Тверской и Кашинский Амвросий (Ермаков), митрополит Ловчанский Гавриил (Динев), митрополит Керкирский Нектарий (Довас), митрополит Тетовско-Гостиварский Иосиф (Тодоровский), митрополит Черногорско-Приморский Иоанникий (Мичович), митрополит Сремский Василий (Вадич), митрополит Бачский Ириней (Булович), митрополит Жичский Иустин (Стефанович), митрополит Враньский Пахомий (Гачич), митрополит Браничевский Игнатий (Мидич), митрополит Милешевский Афанасий (Ракита), митрополит Рашско-Призренский Феодосий (Шибалич), митрополит Нишcкий Арсений (Главчич), митрополит Захумско-Герцеговинский и Стонско-Приморский Димитрий (Радженович), епископ Делендровско-Илинденский Иоаким (Йовческий), епископ Пакрачcкий и Cлавонский Иоанн Иоанн (Чулибрк), епископ Бихачско-Петровацкий Сергий (Каранович), епископ Осечкопольский и Бараньский Херувим (Джерманович), епископ Будимлянско-Никшичский Мефодий (Остоич), епископ Шабацкий Иерофей (Петрович), епископ Егарский и избранный Лондонский и Британско-Ирландский Нектарий (Самарджич), епископ Мохачский Дамаскин (Грабеж), епископ Хвостанский Алексий (Богичевич), епископ Новобрдский Иларион (Лупулович), епископ Топличcкий Петр (Богданович), епископ Енопольский Никон (Цветичанин), епископ Моравичский Тихон (Ракичевич) и епископ на покой Георгий (Джокич).